# دول لیک (داکوتای شمالی)
دول لیک(به انگلیسی: Devils Lake) شهری در ایالت داکوتای شمالی کشور ایالات متحده آمریکا است که جمعیت آن در سرشماری سال ۲۰۱۰ میلادی، ۷٬۱۴۱ نفر بوده‌است.